# В'єнтьян (провінція)
В'єнтьян (лаос. ວຽງ ຈັນ) — провінція (кванг) Лаосу на північ від префектури В'єнтьян, населення 419 318 чоловік (2005), утворена в 1989 році.

## Адміністративний поділ
Провінція розділена на такі райони:
- Феуанг (10-06)
- Хінхурп (10-09)
- Касі (10-04)
- Кеоудом (10-03)
- Мад (10-08)
- Пхонхонг (10-01)
- Тураком (10-02)
- Вангвіанг (10-05)
- В'єнгкхам (10-10)
- Санакхарм (10-07)
- Хом (10-11)
- Саісомбун (10-12)